# Alianza de País
La Alianza de país es un junte electoral anunciado por el Movimiento Victoria Ciudadana y el Partido Independentista Puertorriqueño para concurrir a las Elecciones Generales de 2024. La alianza electoral fue presentada el 23 de enero de 2023 por Manuel Natal Albelo, Coordinador General del Movimiento Victoria Ciudadana y Juan Dalmau Ramírez, Secretario General del Partido Independentista Puertorriqueño.

## Historia

Candidaturas de la Alianza de País por distrito representativo y municipio

Isotipo de la Alianza de País

Ante los históricos e inéditos resultados obtenidos por Alexandra Lúgaro y Juan Dalmau en sus respectivas candidaturas a la gobernación en las elecciones de 2020, se comenzó a especular sobre una posible alianza electoral entre ambas formaciones para las elecciones de 2024 con el fin de derrotar el bipartidismo que gobierna la isla desde 1948. El 23 de enero de 2023, Manuel Natal Albelo, Coordinador General del Movimiento Victoria Ciudadana y Juan Dalmau Ramírez, Secretario general del Partido Independentista Puertorriqueño, anunciaron la voluntad de ambas formaciones de concurrir a las elecciones de 2024 conjuntamente.
A pesar de la voluntad de los partidos de concurrir a las elecciones como parte de una coalición electoral, dichas alianzas son ilegales de acuerdo al Código Electoral de Puerto Rico. Por esta razón, Dalmau indicó que los partidos tienen tres opciones para poder concurrir a las elecciones conjuntamente:
1. Recurrir a los tribunales para que declaren la legalidad de las alianzas electorales
2. Enmendar el código electoral para incluir las coaliciones dentro de este
3. Llegar a un entendido político donde cada partido rehuse a presentar candidatos para ciertas posiciones e indicar a sus votantes votar por el candidato presentado por el Movimiento Victoria Ciudadana o el Partido Independentista Puertorriqueño

Dalmau expresó la poca probabilidad de que alguna de las primeras dos opciones sean posibles y que, en fin, la coalición probablemente dependerá del entendido político al que cada uno de los partidos pueda llegar.
La alianza electoral tiene el respaldo de varios líderes del Partido Independentista Puertorriqueño tal como Rubén Berríos (Presidente), María de Lourdes Santiago (Vicepresidenta y Senadora) y Denis Márquez (Representante).

## Partidos integrantes
| Partido | Partido | Partido                                | Líder                  | Ideología                                                                             | Posición                    |
| ------- | ------- | -------------------------------------- | ---------------------- | ------------------------------------------------------------------------------------- | --------------------------- |
|         |         | Movimiento Victoria Ciudadana          | Ana Irma Rivera Lassén | Progresismo Anticolonialismo Antineoliberalismo Anticorrupción                        | Centroizquierda a Izquierda |
|         |         | Partido Independentista Puertorriqueño | Juan Dalmau Ramírez    | Socialdemocracia Progresismo Nacionalismo de izquierda Independentismo puertorriqueño | Centroizquierda             |

## Prohibición de candidaturas coligadas en Puerto Rico
Para poder realizar alianzas electorales, es necesario contar con alternativas tales como las candidaturas coligadas o el sistema de segunda vuelta. En el caso de las candidaturas coligadas, se refiere a instancias en las que dos o más partidos acuerdan “compartir” un mismo candidato o candidata. En estos casos, ese candidato(a) aparecería dos veces en la papeleta bajo las columnas de distintos partidos. 
En Puerto Rico hubo un sistema de candidaturas coligadas hasta el 2011. Bajo la administración del gobernador Luis Fortuño Burset del PNP,  se eliminó esta alternativa en el Código Electoral, en detrimento del derecho de asociación y debilitando el derecho al voto.

## Visión de ambos partidos
La Alianza de país se encuentra en un periodo de gestación. Se ha dado la impresión de que existe un entendido en cuanto a las candidaturas pero no es correcto. Aún quedan por definirse cuáles son los puntos de consenso en la alianza y cuáles elementos se quieren llevar al gobierno. Preliminarmente, la visión del Partido Independentista es que la alianza es  un acuerdo político entre el PIP y MVC para apoyar candidatos de cada cual en ciertas posiciones. En el caso de Victoria Ciudadana, la alianza no se limita a un acuerdo con el PIP, sino que incluye candidatos independientes, organizaciones sindicales, ambientales, comunitarias y otras pues, de acuerdo a Manuel Natal, "para hablar verdaderamente de una alianza de país no se puede limitar a uno de los partidos políticos.

## Cronología del desarrollo de una Alianza de país
| Fecha                                  | Evento |
| -------------------------------------- | --- |
| 15 de marzo de 2017                    | De cara al Plebiscito de Junio del 2017, se formó un Junte Soberanista para boicotear al plebiscito, liderado por Alexandra Lugaro, quien había sido candidata independiente a la gobernación en el 2016, Manuel Natal Albelo, legislador electo a la Cámara de Representantes y miembro del ala soberanistas del Partido Popular Democrático (PPD), y Juan Dalmau Ramírez, senador por acumulación del Partido Independentista. Entre los grupos que se unieron al boicot se encontraban el Movimiento Unión Soberanista (MUS), el Movimiento Independentista Nacional Hostosiano (MINH), y el Partido del Pueblo Trabajador (PPT). Los líderes del Junte Soberanista condujeron una serie de presentaciones a través de la universidades en Puerto Rico. |
| 11 de marzo de 2019                    | El Junte Soberanista evolucionó. Con la integración de sindicatos, grupos de la sociedad, y ciudadanos de diferentes ideologías se creó, el 11 de marzo del 2019, el Movimiento Victoria Ciudadana. |
| Elecciones Generales Noviembre de 2020 | El Movimiento Victoria Ciudadana se convirtió en el tercer partido político que más votos obtuvo en las elecciones. El candidato a gobernador del PIP, el Lic. Dalmau, obtuvo una cantidad de votos sin precedente en la historia moderna para un candidato a gobernador independentista. Dados los bajos porcentajes de votos obtenidos por los dos partidos principales, el Partido Popular y el Partido Nuevo Progresista (PNP), y el escaso margen porcentual por el que ganó su silla el gobernador, se hace evidente que la unión de los votos obtenidos por los candidatos a la gobernación del PIP y MVC podrían alcanzar una victoria sobre el sistema bipartita del PNP y el PPD.                                                                |
| 28 de abril de 2021                    | Los senadores del MVC, Ana Irma Rivera Lassén y Rafael Bernabe Riefkhol presentaron el P. del S. 3651 a los fines de enmendar el Código Electoral para permitir las candidaturas coaligadas entre dos o más partidos políticos o entre un candidato o candidata independiente y uno o varios partidos políticos. |
| 20 de febrero de 2022                  | A partir del resultado electoral de noviembre del 2020, el Consejo Ciudadano Nacional del Victoria Ciudadana aprobó dentro del Plan de Trabajo del MVC que las alianzas fueran una de las prioridades del Movimiento Se le dio un mandato a Manuel Natal Albelo de que comenzara las conversaciones conducentes a una posible Alianza de país y también a comenzar el proceso conducente a una impugnación de la prohibición actual de las alianzas coligadas en Puerto Rico. |
| 23 de febrero de 2022                  | El Senador Rafael Bernabé Riefkhol hizo un llamado a la Comisión de lo Jurídico a que atiendise el P. del S. 3651. |
| Febrero 2022                           | El MVC inició reuniones y conversaciones con fuerzas políticas incluyendo al PIP, candidatos independientes, organizaciones sindicales, ambientales comunitarias y durante todo el año 2021 y 2022. Natal le hizo un acercamiento a Dalmau y se iniciaron conversaciones en torno a la posibilidad de construir una alianza para trabajar asuntos puntuales. |
| Abril 2022                             | En ocasión de un discurso realizado en el Festival Claridad, el Lic. Rubén Berríos Martínez, excandidato a gobernador del PIP, mencionó que "queda abierta la posibilidad de acción concertada con otras organizaciones y sectores que tengan como objetivo acabar con el bipartidismo que padece Puerto Rico y que estén, además, comprometidos con un verdadero proceso de descolonización". |
| 9 de mayo de 2022`                     | Se formó una alianza legislativa para someter propuestas para la reforma al Código Electoral. En la conferencia de prensa participó la delegación legislativa del MVC, la del PIP, y los legisladores independientes José Vargas Vidot y Luis Raúl Torres. |
| Mayo 2022                              | Tres partidos PIP, MVC y PPD se unieron en una sola voz para presentar al Departamento de Justicia una petición de que se investigasen las actuaciones de Miguel Romero como senador y alcalde del Municipio de San Juan respecto a los donativos recibidos de parte de la empresa J.R. Asphalt. |
| 1 de noviembre de 2022                 | El equipo legal que constituyó Victoria Ciudadana para evaluar la impugnación de la ley electoral comenzó a reunirse con el equipo legal del Partido Independentista. El 1 de noviembre de 2022 ambas organizaciones anunciaron que iban a recurrir a la vía judicial si la Legislatura de Puerto Rico mantenía, en el Código Electoral 2020, la prohibición de las alianzas políticas, de cara a las elecciones de 2024. |
| Enero 2023                             | El Comité Central del PIP aprobó una resolución similar a la que aprobó el MVC un en febrero, el 20 de febrero del 2022. |
| 16 de agosto de 2023                   | Se celebra vista en el tribunal apelativo para considerar como inconstitucional la prohibición de las candidaturas coaligadas en las elecciones. |

## Resultados electorales

### Gobernador
| Año electoral | Candidato        | Votos   | %             | +/-    | Resultado  |
| ------------- | ---------------- | ------- | ------------- | ------ | ---------- |
| 2024          | Juan Dalmau(PIP) | 364.145 | \| \| 32 % \| | 32,78% | No electa' |
|               | 32 %             |         |               |        |            |

### Comisionado Residente
| Año electoral | Candidato                    | Votos   | %            | +/- | Resultado  |
| ------------- | ---------------------------- | ------- | ------------ | --- | ---------- |
| 2024          | Ana Irma Rivera Lassén (MVC) | 106.025 | \| \| 0 % \| | 10% | No electa' |
|               | 0 %                          |         |              |     |            |

### Asamblea Legislativa
Senado
| Año electoral | %    | +/- |
| ------------- | ---- | --- |
| 2024          | 2/27 |     |

Cámara de Representantes
| Año electoral | %    | +/- |
| ------------- | ---- | --- |
| 2024          | 3/51 |     |